# Shaun Van Allen
Shaun Van Allen (* 29. August 1967 in Calgary, Alberta) ist ein ehemaliger kanadischer Eishockeyspieler und derzeitiger -trainer, der im Verlauf seiner aktiven Karriere zwischen 1985 und 2004 unter anderem 855 Spiele für die Edmonton Oilers, Mighty Ducks of Anaheim, Ottawa Senators, Dallas Stars und Canadiens de Montréal in der National Hockey League auf der Position des Centers bestritten hat. Seinen größten Karriereerfolg feierte Van Allen jedoch in Diensten der Cape Breton Oilers mit dem Gewinn des Calder Cups der American Hockey League im Jahr 1993.

## Karriere
Van Allen, der zunächst für die Swift Current Indians in der Saskatchewan Junior Hockey League aktiv war, verbrachte im Anschluss zwei Saisonen bei den Saskatoon Blades mit Spielbetrieb in der Western Hockey League. Anschließend wurde der Defensiv-Stürmer beim NHL Entry Draft 1987 in der fünften Runde an insgesamt 105. Position von den Edmonton Oilers ausgewählt. In der Spielzeit 1987/88 lief der Kanadier sowohl für die Milwaukee Admirals aus der International Hockey League als auch für die Nova Scotia Oilers in der American Hockey League aufs Eis. In der Saison 1988/89 avancierte Van Allen zum Stammspieler bei den Cape Breton Oilers, als er in 76 Partien 32 Tore und 42 Torvorlagen erzielte. Sein NHL-Debüt im Trikot der Edmonton Oilers gab der Linksschütze im Februar 1991 in einer Partie gegen die New Jersey Devils. In der Saison 1990/91 erreichte der Stürmer erstmals die 100-Punkte-Marke in der American Hockey League, als er in 76 Spielen der Regular Season 25 Treffer und 75 Assists verbuchte. Seine überzeugenden Leistungen wurden mit der Wahl ins Second All-Star Team der Liga gewürdigt. Diese Leistungen konnte er in der darauffolgenden Spielzeit, die Van Allen komplett im AHL-Farmteam der Edmonton Oilers verbrachte, bestätigen. Mit 113 Scorerpunkten, davon 84 Torvorlagen, gewann der Kanadier die John B. Sollenberger Trophy als erfolgreichster Scorer der Liga.
Außerdem erfolgte die Wahl ins AHL First All-Star Team. In der Saison 1992/93 gewann er mit den Cape Breton Oilers den Calder Cup. Im Juli 1993 unterzeichnete Van Allen einen Kontrakt bei den neugegründeten Mighty Ducks of Anaheim. Bei den Kaliforniern gelang ihm der Durchbruch in der National Hockey League. In drei Jahren absolvierte er 174 Partien für die Mighty Ducks, in denen der Center 87 Scorerpunkte erzielte. Am 1. Oktober 1996 wurde er gemeinsam mit Jason York im Austausch für Ted Drury und die Rechte an Marc Moro zu den Ottawa Senators transferiert. In Ottawa war er vier Jahre lang als Stammkraft gesetzt, ehe der Angreifer im Juli 2000 als Free Agent bei den Dallas Stars unterschrieb. Im November 2001 transferierten ihn die Texaner gemeinsam mit Donald Audette und im Tausch für Benoît Brunet sowie Martin Ručínský zu den Canadiens de Montréal, bei denen Van Allen die Saison 2001/02 beendete. Anschließend folgten zwei Saisonen bei den Ottawa Senators, ehe der Kanadier im Jahr 2004 seine aktive Karriere beendete.
In der Saison 2006/07 diente Van Allen bei den Ottawa Senators als Director of Player Development. Von 2010 arbeitete er als Assistenztrainer der Carleton University Ravens, ehe er im Sommer 2016 zum Cheftrainer befördert wurde.

## Erfolge und Auszeichnungen
- 1991 AHL Second All-Star Team
- 1992 AHL First All-Star Team
- 1992 John B. Sollenberger Trophy
- 1993 Calder-Cup-Gewinn mit den Cape Breton Oilers

## Karrierestatistik
(Legende zur Spielerstatistik: Sp oder GP = absolvierte Spiele; T oder G = erzielte Tore; V oder A = erzielte Assists; Pkt oder Pts = erzielte Scorerpunkte; SM oder PIM = erhaltene Strafminuten; +/− = Plus/Minus-Bilanz; PP = erzielte Überzahltore; SH = erzielte Unterzahltore; GW = erzielte Siegtore; 1 Play-downs/Relegation; Kursiv: Statistik nicht vollständig)